# 中村英勝
中村 英勝（なかむら ひでかつ、1917年8月21日 - 2011年）は、日本の西洋史学者。
お茶の水女子大学名誉教授。

## 略歴・人物
東京生まれ。父親の中村勝麻呂は史料編纂官（東京帝国大学文科大学史学科卒）。母方の祖父は大槻文彦、姉は中野好夫の二番目の妻・静。
1941年東京帝国大学史学科卒。戦後お茶の水女子大助教授、教授、1981年定年退官、名誉教授。
日本大学教授、川村学園女子大学教授。英国議会史専門。妻は翻訳家の中村妙子。

## 著書
- 『世界史の完成8週間 大学入試』（山海堂、完成8週間叢書） 1952
- 『イギリス議会史』（有斐閣） 1959
- 『イギリス議会政治の発達 19世紀の選挙と政党組織』（至文堂、世界史新書） 1961
- 『イギリス人 七つの海の王者』（さ・え・ら書房、この民族が歩いた道5） 1972
- 『イギリス議会政治史論集』（東京書籍） 1976

## 翻訳
- 『現代の世界 歴史の流れ』（D・トムソン、中野好夫共訳、紀伊国屋書店） 1957
- 『現代の世界史』(第2版)（ダヴィッド・トムソン、中村妙子訳、紀伊国屋書店） 1969
- 『現代史序説』（G・バラクラフ、中村妙子共訳、岩波書店） 1971
- 『世界歴史地図』（R・I・ムーア編、東京書籍） 1982.4
- 『イギリス歴史地図』（マルカム・フォーカス,ジョン・ギリンガム編、東京書籍） 1983.11
- 『イギリス帝国歴史地図』（クリストファー・ベイリ、共訳、東京書籍） 1994.3
- 『ロンドン歴史地図』（ヒュー・クラウト、監訳、東京書籍） 1997.3

## 参考
- 文藝年鑑[要文献特定詳細情報]
- 「中村英勝先生追悼」石井摩耶子　お茶の水史学 2011